# Pomy, Aude
Pomy là một xã của Pháp, nằm ở tỉnh Aude trong vùng Occitanie.
Người dân địa phương trong tiếng Pháp gọi là Pominois(es).
Xã này nằm giữa Limoux và Mirepoix, có sông Gué chảy qua.

## Hành chính
| Danh sách các xã trưởng                |                  |              |                |             |
| Giai đoạn                              | Giai đoạn        | Tên          | Đảng           | Tư cách     |
| tháng 3 năm 2008                       | 2015             | Jean Baudeuf | sans étiquette | agriculteur |
| tháng 3 năm 2001                       | 2008             | Jean Baudeuf | sans étiquette | agriculteur |
|                                        | tháng 3 năm 2001 | Yves Bouille |                | agriculteur |
| Tất cả các dữ liệu trước đây không rõ. |                  |              |                |             |

## Thông tin nhân khẩu
| Năm | 1962 | 1968 | 1975 | 1982 | 1990 | 1999 |
| --- | ---- | ---- | ---- | ---- | ---- | ---- |
| Dân số | 67   | 20   | 21   | 65   | 62   | 49   |
| From the year 1968 on: No double counting—residents of multiple communes (e.g. students and military personnel) are counted only once. |      |      |      |      |      |      |